# Stefan Wyszyński
Stefan Wyszyński (3 d'agost de 1901 - 28 de maig de 1981) va ser un prelat polonès de l'Església catòlica romana. Va ser bisbe de Lublin de 1946 a 1948, arquebisbe de Varsòvia i de Gniezno de 1948 a 1981. Fou creat cardenal el 12 de gener de 1953 pel papa Pius XII com a cardenal prevere de Santa Maria in Trastevere. Va assumir el títol de Primat de Polònia. Stefan Wyszyński sovint es anomenat el Primat del Mil·lenni.
El cas de la seva beatificació i canonització es va obrir el 1989 (tenia el títol de Servent de Déu quan va començar la causa) i té molts defensors al Vaticà i a la seva Polònia natal, on és conegut per la seva posició heroica i de principis contra el nazisme i el comunisme, i per les seves connexions amb el Papa Joan Pau II. Va exercir un paper clau a l'hora d'instar al cardenal Wojtyla a acceptar la seva elecció com a Pontífex. El Papa Francesc el va nomenar venerable el 18 de desembre de 2017 després de confirmar la seva virtut heroica.
Per a molts va ser el cap indiscutible de la nació polonesa (el rei sense corona de Polònia), en oposició al govern totalitari. També és acreditat per la supervivència del cristianisme polonès davant la seva repressió i persecució durant el règim comunista de 1945-1989. Ell mateix va ser empresonat durant tres anys, i és considerat per molts com un heroi nacional polonès.

## Biografia
Wyszyński va néixer al poble de Zuzela, a la Mazovia oriental, sobre el riu Bug. Durant les particions de Polònia, aquesta zona era part de l'Imperi Rus (més concretament, la Polònia del Congrés) fins al final de la Primera Guerra Mundial. La família Wyszyński estava entre la noblesa de Polònia (els szlachtas), amb l'escut d'armes de Trzywdar i el títol de baró, tot i que no el va emprar mai.
La mare de Wyszyński va morir quan tenia nou anys. El 1912 el seu pare el va enviar a Varsòvia. En els anys 1914-1916 Stefan va assistir a l'escola secundària a Łomża. L'any següent va ingressar al seminari de Włocławek, i al seu 24 aniversari (3 d'agost de 1924), després d'haver estat hospitalitzat amb una malaltia greu, va rebre la seva ordenació sacerdotal pel bisbe Adalberto Owczarek.

### Sacerdot i professor
Wyszyński va celebrar la seva primera missa solemne d'Acció de Gràcies, a Jasna Góra a Częstochowa, un lloc de significació espiritual especial per a molts polonesos catòlics. El monestir paulí conserva la imatge de la Mare de Déu Negra, o la Mare de Déu de Częstochowa, patrona i guardiana de Polònia. Wyszyński va passar els quatre anys següents a Lublin, on el 1929 va obtenir un doctorat a la Facultat de Dret Canònic i de Ciències Socials de la Universitat Catòlica de Lublin. La seva dissertació en dret canònic es titulà Els drets de la família, l'Església i l'estat a les escoles. Durant diversos anys després de la seva graduació, va viatjar per tot Europa, on va completar els seus estudis.
Després de tornar a Polònia, Wyszyński va començar a ensenyar al seminari a Włocławek. Quan va esclatar la Segona Guerra Mundial amb la invasió alemanya a Polònia el 1939, es va veure obligat a abandonar Włocławek perquè els alemanys nazis el volien per la seva posició com a pastor influent per a la població local. A petició del bisbe Kozal, va anar a Laski, a prop de Varsòvia. Quan l'aixecament de Varsòvia esclatà l'1 d'agost de 1944, va adoptar el nom de guèrra de «Radwan II» i es va convertir en capellà de l'hospital dels insurgents de Laski i del districte militar deZoliborz de l'organització Armia Krajowa, l'organització clandestina polonesa de resistència.
Durant l'ocupació nazi de Polònia, Wyszyński va ajudar diversos jueus. A la tardor de 1941, havia arribat a Żułów a una finca regentada per monges franciscanes per amagar-se de la Gestapo. Mentre que estava allà, Wyszyński i un altre home van ajudar a amagar un vidu jueu i els seus dos fills, que més tard serien denunciats per un nacionalista ucraïnès i assassinats pels alemanys a un àtic. A més, en un testimoniatge d'Esther Grinberg disponible a l'institut Yad Vashem de Jerusalem, esmenta dues vegades que havia sobreviscut a l'Holocaust pels polonesos que l'havien amagat després que Wyszyński els hagués implorat a salvar els jueus que «fugien del foc» després de la destrucció del gueto de Varsòvia.
El 1945, un any després del final de la guerra a la zona, Wyszyński va tornar a Włocławek, on va començar un projecte de restauració del devastat seminari i en va esdevenir rector; a més de ser el cap editor d'un setmanari catòlic.

### Bisbe
Un any més tard, el 25 de març de 1946, el papa Pius XII el nomenà bisbe de Lublin; va ser consagrat pel cardenal August Hlond el 12 de maig d'aquell any. Després de la mort del cardenal Hlond el 22 d'octubre de 1948, va ser nomenat arquebisbe metropolità de Gniezno i Varsòvia i, per tant, primat de Polònia, el 12 de novembre de 1948. Mentre el cardenal estava morint, havia demanat que el nom de Wyszyński s'enviés a Roma com el seu potencial relleu, per descomptat, el nom ja havia estat enviat a Roma sense que ells sabessin la sol·licitud d'Hlond.

#### Resistència de postguerra al comunisme

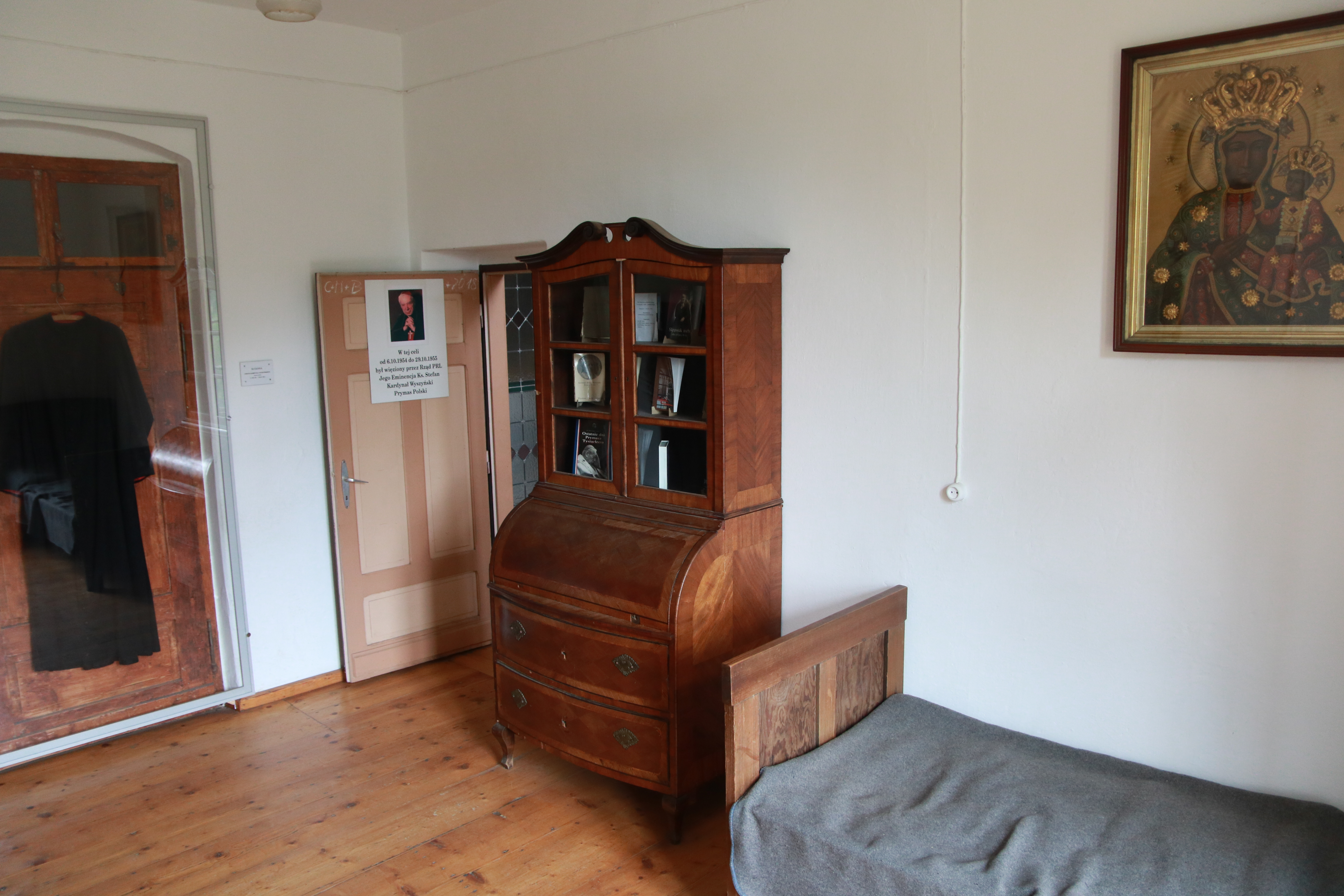
La cel·la de Wyszyński a l'església de St. Josep a Prudnik

La Segona Guerra Mundial va acabar el 1945; no obstant això, a partir de la part oriental de la Polònia actual, i més tard a l'oest, les hostilitats van continuar durant diversos anys entre un gran segment de polonesos nadius i el govern estalinista. L'Església catòlica esperava el retorn del govern polonès a l'exili de Londres i l'eliminació del règim titella de Stalin i, per tant, recolzava activament els anticomunistes. Una de les qüestions més importants va ser la confiscació de propietats d'ús públic, escoles seculars i distribució entre agricultors. El 1950, l'arquebisbe Wyszynski va decidir concloure un acord secret amb les autoritats comunistes, signat el 14 d'abril de 1950 per l'episcopat polonès i el govern. L'acord va resoldre les disputes polítiques de l'Església versus el govern a Polònia. Va permetre a l'Església mantenir una propietat raonable, separar l'església de la política, prohibir l'adoctrinament religiós a les escoles públiques i fins i tot permetre a les autoritats seleccionar un bisbe d'una llista de tres candidats (Karol Wojtyla seria seleccionat de tal manera).
A partir de 1953, una altra onada de persecució va escombrar Polònia. Quan els bisbes van continuar recolzant-se per la resistència, es van iniciar les proves massives i l'empresonament de sacerdots: ara Wyszyński va estar entre les víctimes. El 25 de setembre de 1953 va ser empresonat a Rywałd, i més tard va ser posat sota arrest domiciliari a Stoczek, prop de Lidzbark Warmiński, a Prudnik prop d'Opole i al monestir de Komańcza a les muntanyes de Bieszczady. Mentre estava empresonat, va observar la brutal tortura i el maltractament dels detinguts, alguns d'ells molt perversos. Va ser alliberat el 26 d'octubre de 1956.

#### El pogrom de Kielce
Després del pogrom de Kielce de 1946, Wyszyński va ser abordat per una delegació jueva que buscava ajuda. Wyszyński va afirmar que l'odi popular dels jueus va ser causat pel suport jueu al comunisme (hi havia una gran percepció a Polònia després de 1945 que els jueus van donar suport al nou règim comunista), que també havia estat el motiu pel qual «els alemanys van assassinar la nació jueva». Wyszyński també va donar certa credibilitat als rumors de difamació de sang, i va comentar que la qüestió de l'ús de la sang cristiana mai va ser completament aclarida.

### Cardenal i primat de polònia

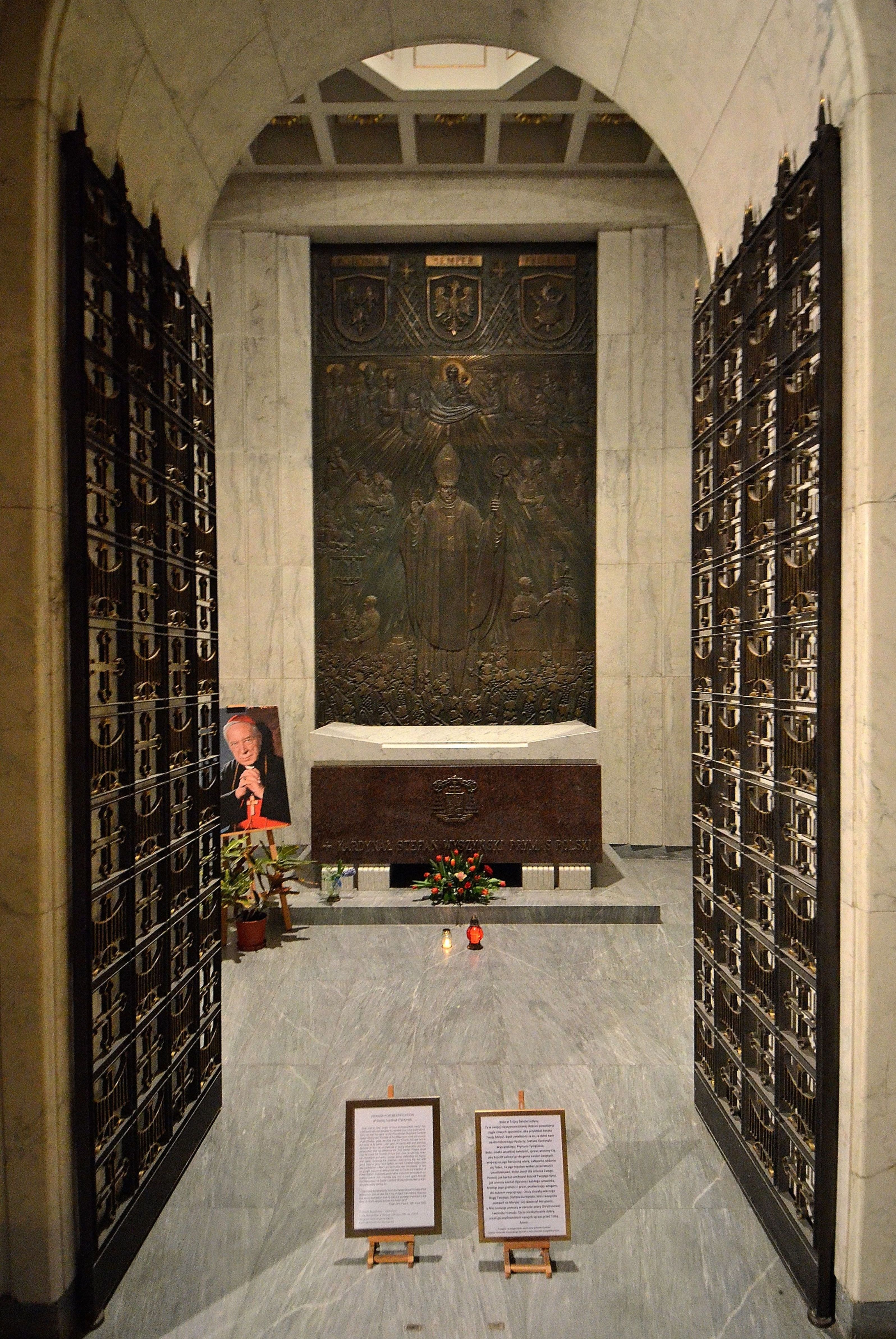
Capella mausoleu del cardenal Stefan Wyszyński a l'arxicatedral de Sant Joan a Varsòvia.

El 12 de gener de 1953, Wyszyński va ser elevat al col·legi cardenalici pel Papa Pius XII, amb el títol de rang de cardenal-prevere de Santa Maria de Trastevere.
Mai va detenir el seu treball religiós i social. El seu major assoliment va ser la celebració del mil·lenari del cristianisme a Polònia el 1966 –els mil anys del baptisme del primer príncep de Polònia, Mieszko I. Durant la celebració, les autoritats comunistes es van negar a permetre al Papa Pau VI visitar Polònia i també van impedir que el Wyszyński assistís a celebracions a l'estranger. Wyszyński va triomfar el 1978, quan Karol Wojtyła de Cracòvia va ser elegit papa Joan Pau II, seguit d'una espectacular visita papal a Polònia el 1979.
Wyszyński no es va fixar en els disturbis civils el 1980. Quan es va crear el sindicat Solidaritat, va fer una crida a tots dos bàndols, al govern i als treballadors en vaga, per ser responsables de les seves accions. Wyszyński va morir el 28 de maig de 1981 a l'edat de 79 anys a causa d'un càncer abdominal. Està enterrat a l'arxicatedral de Sant Joan de Varsòvia. El cardenal, que havia sentit parlar de l'intent d'assassinat del Papa, va oferir la seva pròpia vida per la del pontífex.
Per commemorar el vintè aniversari de la seva mort, l'any 2001 va ser anunciat pel Sejm com l'any de Stefan Wyszyński. El Sejm també va honrar al cardenal com «un gran polonès, capellà i estadista».

## Llegat
El 1981 Krzysztof Penderecki va compondre l'Agnus Dei del seu Requiem polonès en memòria seva. L'any 2000, es va fer una pel·lícula sobre la vida i l'empresonament de Wyszyński: The Primate - Three Years Out of Thousand, dirigida per Teresa Kotlarczyk. El paper protagonista va ser interpretat per Andrzej Seweryn. A la miniserie de la CBS, El Papa Joan Pau II (basat en la vida del papa polonès), el cardenal Wyszyński va ser interpretat per l'actor anglès Christopher Lee.
La Universitat Cardenal Stefan Wyszyński de Varsòvia, anteriorment Acadèmia Teològica de Varsòvia, va ser rebatejada en honor seu. El Museu de Joan Pau II i el Primat Wyszynski s'està construint al Temple de la Divina Providència de Varsòvia.

## Causa de beatificació
El nihil obstat va ser declarat pel cardenal tardà el 26 d'abril de 1989 a instàncies de Joan Pau II. Per tant, ara té el títol de Servent de Déu, el primer pas al camí cap a la santedat. El procés diocesà de la causa va començar el 29 de maig de 1989 i va concloure el 6 de febrer de 2001; el procés va ser ratificat per la Congregació per a les Causes dels Sants el 8 de febrer de 2002 a Roma. El Positio es va reunir i es va presentar a la Congregació per a les Causes dels Sants el novembre de 2015, en què el cardenal Kazimierz Nycz va presentar documents al prefecte, cardenal Angelo Amato.
El 27 de març de 2012 s'inicià una investigació a un nivell diocesà per un suposat miracle atribuït a ell que va concloure el 28 de maig de 2013; el procés es va validar el 10 d'octubre de 2014. La documentació s'envià a Roma per a una avaluació posterior, només després de la declaració de la seva virtut heroica.
Els teòlegs es van reunir per discutir el contingut del Positio el 26 d'abril de 2016 i van votar a favor de declarar la vida del cardenal com de virtut heroica. El Papa Francesc va confirmar la seva virtut heroica el 18 de desembre de 2017 i va titular el cardenal com a venerable.

## Honors
Cavaller de l'orde de l'Àliga Blanca – 3 de maig de 199